# خالد احمد الغامدی
خالد احمد الغامدی (انگلیسی: Khalid Al-Ghamdi؛ زادهٔ ۲۸ مارس ۱۹۸۸) بازیکن فوتبال اهل عربستان سعودی است.
از باشگاه‌هایی که در آن بازی کرده‌است می‌توان به باشگاه فوتبال القادسیه عربستان سعودی و باشگاه فوتبال النصر عربستان سعودی اشاره کرد.